# CJ-10 (misil)
El CJ-10 (chino simplificado: 长剑-10; chino tradicional: 長劍-10; pinyin: Cháng Jiàn 10; en español: 'espada larga 10') es un misil de crucero de ataque terrestre chino de segunda generación. Se deriva del misil Kh-55. Según se informa, es fabricado por la Tercera Academia de la Corporación de Industria y Ciencia Aeroespacial de China y la Academia de Tecnología Electromecánica Haiying de China.
Inicialmente, el CJ-10 fue identificado como el DH-10 (chino: 东海-10; pinyin: Dong Hai 10; en español: 'mar del este 10') por los medios y analistas occidentales. Los informes del Departamento de Defensa de los Estados Unidos utilizaron "DH-10" hasta 2011, y luego "CJ-10" a partir de 2012.v Las publicaciones pueden utilizar ambos términos indistintamente. El Centro de Estudios Estratégicos e Internacionales cree que el CJ-10 es miembro de la serie de misiles Hongniao (HN). Ian Easton cree que el CJ-10 es el mismo misil que el HN-2, y que el HN-3 es el "DH-10A".